# Cachan
Cachan este un oraș în Franța, în departamentul Val-de-Marne, în regiunea Île-de-France, la sud de Paris. 
1. ↑   https://gallica.bnf.fr/ark:/12148/bpt6k6454302n/f2 Lipsește sau este vid: |title= (ajutor)
2. ↑  répertoire géographique des communes, accesat în 26 octombrie 2015
3. ↑  dataset of postal codes in France, 1 octombrie 2018